# Reial Acadèmia de la Història
La Reial Acadèmia de la Història d'Espanya és la institució encarregada de l'estudi de la història d'Espanya "antiga i moderna, política, civil, eclesiàstica, militar, de les ciències, lletres i arts, o sigui, dels diversos rams de la vida, civilització i cultura dels pobles espanyols",2019 i té la seu a Madrid.

## Història

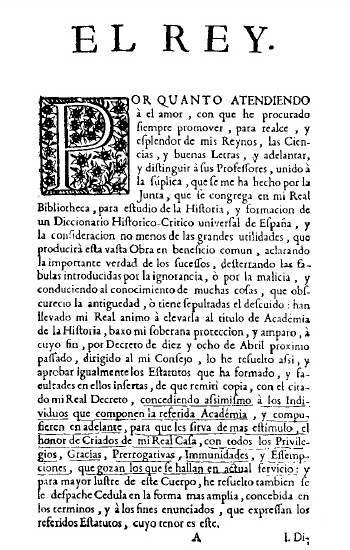
Reial Cèdula del 17 de juny de 1738, per la qual s'aprovaren els primers estatuts de la Reial Acadèmia de la Història

Els orígens de la Reial Acadèmia de la Història es troben en les tertúlies celebrades per diversos erudits, des de 1735, al domicili de Julián Hermosilla, advocat dels Reials Consells, per tractar assumptes d'història. Posteriorment, aquestes tertúlies es traslladaren als salons de l'acabada de crear Reial Biblioteca (futura Biblioteca Nacional).2019 Es va sol·licitar la protecció del rei Felip V, que la hi va atorgar amb la creació oficial de l'entitat, mitjançant un reial decret el 18 d'abril de 1738. Els seus estatuts foren aprovats mitjançant una reial cèdula el 17 de juny del mateix any, on s'establia que la finalitat de l'Acadèmia era la d'aclarir "la important veritat dels successos, bandejant les rondalles introduïdes per la ignorància o per la malícia, conduint al coneixement de moltes coses que va enfosquir l'antiguitat o té sepultada la negligència".
En 1785, Carles III ordenà el seu trasllat a la Casa de la Panadería, en la plaça Mayor de Madrid, on ja estava situada la biblioteca de la Reial Acadèmia de la Història des de 1775. En 1836, el govern de Juan Álvarez Mendizábal va concedir a l'Acadèmia un gran nombre de còdexs, documents i llibres, com també el casalot anomenat "Nuevo Rezado" al madrileny carrer del Lleó, número 21, que havia pertangut als monjos jerònims de l'Escorial fins a la desamortització dels béns dels ordes religiosos. En aquesta ubicació es va traslladar oficialment per una reial ordre del 23 de juliol de 1837, encara que a la pràctica no s'hi traslladaria fins al 1874. Des de l'1 de gener de 1938, data de la seva creació, forma part de l'Instituto de España.
El 21 de juliol de 1999 la Reial Acadèmia de la Història va signar un conveni amb el Ministeri d'Educació, Cultura i Esport per tal de desenvolupar en un termini de vuit anys el Diccionario biográfico español, que conté unes 40.000 biografies de personatges destacats de la història d'Espanya.

## Seu
L'actual seu de la Reial Acadèmia de la Història va ser dissenyada per l'arquitecte Juan de Villanueva, i l'edifici tenia com a finalitat albergar els llibres de resos (d'aquí el nom del casalot de "Nuevo Rezado") dels monjos jerònims del monestir de l'Escorial, per això trobem una graella, símbol del martiri de sant Llorenç, a la façana de l'edifici. Les obres d'edificació van començar en 1788, amb austeritat a l'ornamentació, però amb grans proporcions i valuosos materials.
Les cròniques de l'època conten l'admiració de la gent, quan van veure entrar per Madrid els carretons que conduïen els brancals i la llinda de la porta llençats per vint-i-vuit parells de bous. En 1836, l'edifici va ser desamortitzat pel govern de Mendizábal i adjudicat a la Reial Acadèmia de la Història. Entre 1871 i 1874, es van portar a terme obres de reforma, a càrrec de l'arquitecte Eduardo Saavedra, i va ser declarat monument nacional en 1945. Al casalot del Nuevo Rezado es van annexionar en 1971 el palau del Marquès de Molinos i una petita casa del carrer de les Huertas, completant així, tota l'illa entre els carrers León, Huertas, Amor de Dios i Santa María.

## Organització
La Reial Acadèmia de la Història és regida per la Junta de Govern, que es reuneix tots els divendres no festius a les set del vespre, i està formada per: 
- El director, escollit cada tres anys en votació secreta pels numeraris presents en l'última junta de l'any, la qual nomena els interins quan es produeixen vacants.
- El secretari, escollit entre una terna de candidats de manera vitalícia, és el cap administratiu de l'Acadèmia i executor dels acords.
- El censor, escollit cada tres anys entre una terna de candidats, vetlla per l'exacte compliment de l'Estatut, Reglament i acords.
- El tresorer, escollit anualment entre una terna de candidats, gestiona els ingressos i despeses de l'Acadèmia.
- El bibliotecari, escollit entre una terna de candidats de manera vitalícia, té al seu càrrec la col·lecció de llibres de l'Acadèmia.
- L'antiquari, escollit entre una terna de candidats de manera vitalícia, assumeix la conservació i estudi dels objectes arqueològics.
- L'acadèmic adjunt a la Comissió de Govern i Hisenda.

El treball de l'Acadèmia s'organitza per mitjà de comissions permanents i especials que es confien a un o més dels seus membres. Les comissions de treball actualment (2006) són:
- Comissions permanents:
  - Comissió d'Índies
  - Comissió d'Història Eclesiàstica
  - Comissió d'Antiguitats i Estudis Clàssics
  - Comissió de Corts i Furs
  - Comissió d'Estudis Orientals i Medievals
  - Comissió de Govern i Hisenda
  - Comissió Dictaminadora de les Propostes de Corresponents
  - Comissió d'Activitats i Publicacions
  - Comissió d'Heràldica
  - Comissió de Legislació històrica d'Espanya
  - Comissió Mixta de les Reals Acadèmies de la Història i de Belles Arts de San Fernando
- Comissions especials per al Diccionario biográfico español:
  - Comissió de Ciències Econòmiques, Socials i Polítiques
  - Comissió de Lletres i Humanitats
  - Comissió d'Art i Música
  - Comissió d'Història Política i Administració
  - Comissió d'Història (varis) i Espectacles
- Comissions externes per al Diccionario biográfico español:
  - Comissió Espanyola d'Història Militar
  - Comissió de Ciències i Aplicacions

## Membres
La Reial Acadèmia de la Història està composta per 36 membres numeraris, així com d'acadèmics corresponents assignats a totes les províncies d'Espanya i a la resta del món, que sumen 370 actualment (2015). Són membres numeraris de l'Acadèmia (per ordre del nombre de medalla):
1. Vicente Pérez Moreda
2. Hugo O'Donnell y Duque de Estrada
3. Francisco Rodríguez Adrados
4. Luis Suárez Fernández
5. Feliciano Barrios Pintado
6. Pedro Tedde de Lorca
7. Josefina Gómez Mendoza
8. José Remesal Rodríguez
9. María del Pilar León-Castro Alonso
10. Luis Miguel Enciso Recio (†)
11. Martín Almagro Gorbea
12. Carlos Seco Serrano (Degà)
13. Jaime Salazar y Acha
14. Francisco Javier Puerto Sarmiento
15. Juan Pablo Fusi
16. Antonio Cañizares Llovera
17. José Alcalá-Zamora y Queipo de Llano (†)
18. José Antonio Escudero López
19. Luis Antonio Ribot García
20. Fernando Díaz Esteban
21. José Ángel Sesma Muñoz.[2]
22. Enriqueta Vila Villar
23. Carmen Iglesias Cano
24. Fernando Marías Franco[3]
25. Miguel Ángel Ladero Quesada
26. Serafín Fanjul García
27. Miguel Ángel Ochoa Brun
28. Luis Alberto de Cuenca y Prado
29. José Luis Díez García
30. Carmen Sanz Ayán
31. Faustino Menéndez Pidal de Navascués
32. Carlos Martínez Shaw
33. Maria Jesús Viguera Molins
34. Miguel Artola Gallego
35. Xavier Gil i Pujol
36. Luis Agustín García Moreno

## Curiositats
Víctor Balaguer va intentar crear una biblioteca sobre cultura catalana en aquesta institució, fet que li va ser impossible.